# Otakar Mareček
Otakar Mareček (14. června 1943 Praha – 25. ledna 2020) byl český veslař, reprezentant Československa a olympionik, který získal bronzovou medaili z olympijských her. V Mnichově 1972 získal bronzovou medaili v nepárové čtyřce s kormidelníkem.
V letech 1988–1996 byl předsedou veslařského svazu a byl též členem výkonného výboru Českého olympijského výboru.

## Účast na OH
- LOH 1968 – 5. místo
- LOH 1972 – 3. místo
- LOH 1976 – 4. místo